# Tonteddu Jouer
Tonteddu Jouer è un album di Benito Urgu che raccoglie gag e canzoni registrate in studio nei primi anni '80. Uscito inizialmente in musicassetta, è stato ristampato su CD nel 2003 da Frorias Edizioni.

## Tracce
Tutti i brani e le gag sono di Benito Urgu e Antonello Martinez.
1. Tonteddu Jouer in spettacolo (Parte Prima) – 24:45
2. Quando la pubblicità diventa spettacolo (Parte Seconda) – 25:41